# 청포도 사탕: 17년 전의 약속
"청포도 사탕: 17년 전의 약속"은 2012년에 개봉한 대한민국의 영화이다.

## 캐스팅
- 박진희 : 선주 역
- 박지윤 : 소라 역
- 김정난 : 정은 역
- 최원영 : 지훈 역
- 편보승 : 이비인후과의사 역
- 손화령 : 은지 역
- 서우진 : 동훈 역
- 희원 : 서점직원여자 역
- 이유미 : 어린 선주 역
- 강민아 : 어린 소라 역
- 김보라 : 여은 역
- 김희순 : 은지 모 역
- 김설 : 은행직원 1 역
- 이경미
- 안내상 : 박 팀장 역 (특별출연)
- 최무성 : 김 과장 역 (특별출연)
- 이세영 : 은행여자고객 역 (특별출연)
- 이상순 : 라디오 DJ (목소리) 역 (특별출연)